# Conrado Osorio
Conrado Osorio (nació el 10 de abril de 1967) es un actor colombiano de cine, teatro y televisión que ha desempeñado su carrera en Colombia.

## Carrera
Osorio inició su carrera en la actuación a mediados de la década de 1990, participando principalmente en talleres de formación. En 1999 se trasladó a México, donde estuvo vinculado con Televisa. Allí empezó a desempeñarse principalmente en teatro, participando en algunas obras de Silvia Pinal y en telenovelas de Televisa como Amarte es mi pecado, Duelo de pasiones, La fea más bella y En nombre del amor, entre otras. En la década de 2010 empezó a trabajar en producciones colombianas como El cartel de los sapos, La reina del sur, Tres caínes y La ley del corazón.
Sus créditos cinematográficos incluyen películas como La profecía de los justos, Hombres a la carta y Luz.

## Filmografía

### Televisión
- 2003 - Clase 406
- 2003 - Bajo la misma piel
- 2004 - Amarte es mi pecado
- 2005 - Misión S.O.S.
- 2006 - Barrera de amor
- 2006 - Duelo de pasiones
- 2006 - La fea más bella
- 2007 - Pasión
- 2008 - En nombre del amor
- 2009 - Niños ricos, pobres padres
- 2010 - Tierra de cantores
- 2010 - El cartel de los sapos
- 2010 - Correo de inocentes
- 2010 - Salvador de mujeres
- 2010 - Ojo por ojo
- 2010 - La reina del sur
- 2010 - La diosa coronada
- 2010 - Decisiones
- 2010 - Mujeres al límite
- 2011 - A corazón abierto
- 2011 - Los canarios
- 2012 - La Madame
- 2012 - ¿Quién eres tú?
- 2013 - Tres Caínes
- 2013 - La viuda negra
- 2014 - La danza del chivo
- 2015 - Azúcar
- 2017 - Infieles[6]
- 2017 - Débora Arango
- 2018 - La ley del corazón
- 2020 - Operación Pacífico
- 2022 - Echo 3

### Cine
- 2005 - Guardián de las sombras
- 2006 - La profecía de los justos
- 2008 - Olímpica amistad
- 2011 - Hombres a la carta
- 2017 - Sniper
- 2019 - Luz